# Narcine timlei
Narcine timlei is een vissensoort uit de familie van de schijfroggen (Narcinidae). De wetenschappelijke naam van de soort is voor het eerst geldig gepubliceerd in 1801 door Bloch & Schneider als Raja timlei.
De soort komt voor in kustwateren van de noordoostelijke en noordwestelijke Grote Oceaan, de oostelijke en westelijke de Indische Oceaan. Volwassen dieren kunnen minstens 38 cm lang worden.